# Livilla (djur)
Livilla är ett släkte av insekter. Livilla ingår i familjen rundbladloppor.

## Dottertaxa tillLivilla, i alfabetisk ordning[1]
- Livilla adusta
- Livilla baetica
- Livilla bimaculata
- Livilla bivittata
- Livilla blandula
- Livilla burckhardti
- Livilla cataloniensis
- Livilla cognata
- Livilla complexa
- Livilla espunae
- Livilla genistae
- Livilla hodkinsoni
- Livilla hollisi
- Livilla horvathi
- Livilla lusitanica
- Livilla maculipennis
- Livilla magna
- Livilla monospermae
- Livilla nervosa
- Livilla poggii
- Livilla pyrenaea
- Livilla radiata
- Livilla retamae
- Livilla siciliensis
- Livilla spectabilis
- Livilla syriaca
- Livilla ulicis
- Livilla variegata
- Livilla vicina
- Livilla vitipennella